# 奇幻魔法屋
是一部2021年美國動畫奇幻歌舞喜劇片，由華特迪士尼動畫工作室製作，迪士尼經典動畫長片系列第60部作品。該片由拜倫·霍華德和傑瑞·布希共同執導，布希和查理斯·卡斯特羅·史密斯共同編劇。主要配音員包括史蒂芬妮·碧翠絲、黛安·格雷羅、潔西卡·達羅、安琪·塞佩達、威爾默·瓦德拉瑪、卡蘿萊娜·蓋坦、毛羅·卡斯蒂略、愛達莎和蘭斯·菲利斯。故事講述在哥倫比亞知名魔法家族出身、卻是唯一沒有獲得魔法天賦的成員米拉貝兒·馬瑞格，在察覺家族發生危機的時刻，為家族排憂解難、帶來改變並獲得成長的冒險。
《魔法滿屋》於2021年11月3日在埃爾卡皮坦劇院舉行首映禮，並於11月24日在美國和加拿大的影院上映，為期30天，以應對嚴重特殊傳染性肺炎。它在影院方面的表現不佳，全球總票房僅超過 2.52 億美元，不過2021年12月24日在Disney+發布後取得了更廣泛的商業成功。它的配樂在美國告示牌二百大專輯榜和英國合輯專輯排行榜上名列第一；《We Don't Talk About Bruno》和《Surface Pressure》是其中最成功的兩首歌曲，前者在美國的告示牌百大單曲榜和英國單曲排行榜上都名列前茅並且蟬聯了數週。
電影發行後，《魔法滿屋》因其情感、音樂、動畫、人物塑造和文化保真度而廣受好評，各種評論將魔幻現實主義和跨代創傷作為電影的核心概念。而《魔法滿屋》也獲得了多項榮譽的肯定以及各評論界獎項的提名，本片贏得了金球獎最佳動畫、英國電影學院獎最佳動畫片以及國家評論協會最佳動畫劇情片，並且獲得了安妮獎最佳動畫片獎以及諸多獎項提名的肯定。
在第94屆奧斯卡金像獎上，《魔法滿屋》贏得了奧斯卡最佳動畫片獎，而片中的配樂和歌曲《Dos Oruguitas》也各別獲得了奧斯卡最佳原創音樂獎以及奧斯卡最佳原創歌曲獎兩項大獎提名的肯定。

## 劇情
很久以前，年輕的艾瑪·馬瑞格(Alma Madrigal)在小蠟燭日中的慶祝活動認識了她的丈夫佩德羅·馬瑞格(Pedro Madrigal)和他墜入愛河並結婚，生下了她的三胞胎：胡莉葉塔·馬瑞格(Julieta Madrigal)、佩帕·馬瑞格(Pepa Madrigal)和布魯諾·馬瑞格(Bruno Madrigal)，由於在哥倫比亞的內戰，他們被迫逃離了他們居住的村莊，但在逃難中，艾瑪失去了她的丈夫佩德羅，蠟燭被賦予了魔法，奇蹟地擊退了追兵，並也創造了一棟充滿了生命的房子，即卡西達(Casa Madrigal)供他們居住，以及一個被高山環繞的魔法領域-Encanto，讓阿嬤和三胞胎得以存活。五十年後，Encanto在蠟燭的保護下蓬勃發展。蠟燭的魔法賦予每個馬瑞格家族(la Familia Madrigal)的每一個成員“天賦”，每一個成員將用這些天賦為鎮民服務。胡莉葉塔最小的女兒：米拉貝兒·馬瑞格(Mirabel Madrigal)卻意外地沒有天賦，讓她在家庭中受到不同的對待。布魯諾和他的預知天賦因他的預言的不可預測性而受到誹謗，在十年前的某一天忽然失蹤。
在安東尼奧·馬瑞格(Antonio Madrigal)的天賦典禮完後擁有與動物交流的天賦，米拉貝兒雖然為安東尼奧感到高興，但仍因缺乏自己的天賦而感到難過，失落的米拉貝兒突然看到家中滿佈裂痕、魔法蠟燭的火焰正在閃爍，米拉貝兒試著去警告家人，但在其他人看來小屋完好無損時，米拉貝兒的警告被所有人置若罔聞。深夜時，米拉貝兒聽到阿嬤的祈禱後，決心拯救魔法。第二天午餐時，當米拉貝兒和她的二姐路易莎·馬瑞格(Luisa Madrigal)交談時，路易莎說她快被家庭巨大的壓力負擔所壓垮，希望有能夠放鬆休息的時間。後來也承認她看見家中滿佈裂痕時而感到自己軟弱。她建議去布魯諾的房間，那裡可能包含這一現象的線索。在布魯諾的房間裡，米拉貝兒發現了在一個充滿沙子的洞穴找到了一塊螢光綠色的玻璃浮雕。她險些逃離洞穴後，路易莎發現了她的天賦正在消失。米拉貝兒在她的家人提醒她不要討論布魯諾的原因之後，米拉貝兒拼湊玻璃浮雕發現預言中的她站在破碎的小屋前。米拉貝兒認為這意味著她將摧毀這個家庭。
在晚餐時間裡，朵樂·馬瑞格(Dolores Madrigal)脫口而出說她無意中聽到米拉貝兒找到布魯諾的預言，並說出米拉貝兒在預言中站在破碎的小屋前，將摧毀這個家庭。小屋再次開始破裂，導致每個人的力量開始失控，破壞了馬里亞諾·古茲曼(Mariano Guzmán)向伊莎貝拉·馬瑞格(Isabela Madrigal)的求婚。當每個人都逃離混亂時，米拉貝兒跟隨一群老鼠，發現了一幅畫後的秘密通道找到布魯諾。他一直躲在家中牆壁後的暗處與老鼠相處，並修補不斷出現的裂痕。布魯諾說出他以前他看見魔法處在危險中。布魯諾透露，預言可能會改變，這意味著米拉貝兒會摧毀馬瑞格家族，或者治愈其裂痕。他對米拉貝兒的看法會讓她與家人不和，所以他打破了玻璃浮雕並躲藏起來保護她。在米拉貝兒的催促下，布魯諾不情願喚起另一個預言。起初布魯諾的預言和前一個一樣，然而，一隻金色的蝴蝶出現，米拉貝兒和布魯諾追隨那隻蝴蝶時改變了預言，變成了米拉貝兒跟一直跟她關係不太好的伊莎貝拉擁抱。當米拉貝兒來到伊莎貝拉的房間裡向她為求婚的事道歉時，兩人卻又起了爭執，在這之中伊莎貝拉向米拉貝兒宣洩了脾氣，種出了鮮花以外的仙人掌。她其實不想嫁給馬里亞諾，並且她被完美的形象所困擾，米拉貝兒幫助伊莎貝拉綻放出她真實、不完美的自我後，她們互相擁抱、加強了蠟燭的光芒並修復了家中的裂縫。
阿嬤回來指責米拉貝兒因為沒有天賦而無情地造成了家庭的不幸。米拉貝兒反過來指責阿嬤給家人施加的巨大壓力，才是那個讓奇蹟消失的人。阿嬤和米拉貝兒不斷上升的爭論再次削弱了蠟燭的火焰並造成了房子開始分崩離析，米拉貝兒留下試圖取回蠟燭但還是在她手中熄滅，所有其他家庭成員失去了天賦並從家中逃了出來。馬瑞格家族的每一個成員無能為力而絕望時，內疚的米拉貝兒離開了小鎮。阿嬤來到了在佩德羅死去的河邊，發現淚流滿面的米拉貝兒，阿嬤透露在佩羅德死後，她變得愈來愈專權，追求完美，不允許出現任何錯誤，以至於她比任何人都看重魔法天賦，並對米拉貝兒很抱歉。米拉貝兒在聽完阿嬤的悲慘背景的故事後，告訴阿嬤，儘管她有缺點，但她是這些年來把一家人團結在一起並保護家庭的人。在一隻金色的蝴蝶出現後，他們和解了，布魯諾出現並與阿嬤對峙以保護米拉貝兒，但出人意料地在他回來時讓她振作起來。
在他們回來後與家庭成員團聚，米拉貝兒凝聚全家人重建房子，後來鎮上所有的人來幫助他們重建卡西達。朵樂和馬里亞諾開始發展戀情。房子重建後，家族每個成員做了一個閃閃發光的門把給米拉貝兒，當她把它放在門之後，魔法又恢復了生機，恢復了小屋和所有家族每一個成員的天賦，但他們這次並沒有把這些天賦做到完美，而是最終能夠以他們想要的方式使用它們。家族的每一個成員準備拍全家福，而這次是所有成員一起。

## 角色介紹及配音員
| 角色                | 角色                   | 配音                                           | 配音                                           | 配音                                                                                     | 配音 |
| 中文名              | 英文名                 | 美国                                           | 臺灣                                           | 香港                                                                                     | 中国 |
| ------------------- | ---------------------- | ---------------------------------------------- | ---------------------------------------------- | ---------------------------------------------------------------------------------------- | --- |
| 米拉貝兒·馬瑞格     | Mirabel Madrigal       | 史蒂芬妮·碧翠絲 諾米·何塞菲娜·弗洛雷斯（幼年） | 曾允凡 顏蕾容（幼年） 吳以悠（唱）             | 麥紫筠 梁鎧潼（幼年）                                                                    | 辣目洋子 楊鳴（幼年) 黃雅楠（唱） |
| 伊莎貝拉·馬瑞格     | Isabela Madrigal       | 黛安·格雷羅                                    | 陳貞伃 劉軒蓁（唱）                            | 莫子慧                                                                                   | 朱蓉蓉 胡維納（唱） |
| 路易莎·馬瑞格       | Luisa Madrigal         | 潔西卡·達羅                                    | 林筱玲 田曉梅（唱）                            | 張國穎                                                                                   | 常蓉珊 王聞玉潔（唱） |
| 胡莉葉塔·馬瑞格     | Julieta Madrigal       | 安琪·塞佩達                                    | 龍顯蕙 薛詒丹（唱）                            | 曾佩儀                                                                                   | 王曉巍 |
| 奧古斯汀·馬瑞格     | Agustín Madrigal       | 威爾默·瓦德拉瑪                                | 李勇 耀杰（唱）                                | 辛偉強                                                                                   | 郭金非 袁岱（唱） |
| 佩芭·馬瑞格         | Pepa Madrigal          | 卡蘿萊娜·蓋坦                                  | 張乃文 梁世韻（唱）                            | 邵美君                                                                                   | 小連殺 海英（唱） |
| 菲利·馬瑞格         | Félix Madrigal         | 毛羅·卡斯蒂略                                  | 賈文安 韓卓軒（唱）                            | 周偉強 陳彥廷（唱）                                                                      | 汤水雨 劉世超（唱） |
| 朵樂·馬瑞格         | Dolores Madrigal       | 愛達莎                                         | 穆宣名 薛詒丹（唱）                            | 陳小芝 郭嘉碧（唱）                                                                      | 楊鳴 陳無二（唱） |
| 卡米洛·馬瑞格       | Camilo Madrigal        | 蘭斯·菲利斯                                    | 賴緯 張義欣（唱）                              | 黎榮業 鄭君熾（唱）                                                                      | 高晗 張申騁（唱） |
| 安東尼奧·馬瑞格     | Antonio Madrigal       | 拉維·卡伯特-康耶斯                             | 廖維謙                                         | 莊日楠                                                                                   | 王淳熙 |
| 布魯諾·馬瑞格       | Bruno Madrigal         | 约翰·李古查摩                                  | 夏治世 謝文德（唱）                            | 盧俊豪                                                                                   | 敖磊 高銘彤（唱） |
| 阿嬤（艾瑪·馬瑞格） | Abuela (Alma Madrigal) | 瑪麗亞·西希麗亞·博特羅 歐爾佳·梅瑞迪茲（唱）   | 王華怡 林美璊（唱）                            | 馮素波 謝劭程（唱）                                                                      | 刘芊含 盧曉華（唱） |
| 馬里亞諾·古兹曼     | Mariano Guzmán         | 馬盧瑪                                         | 陳彥鈞 胡家源（唱）                            | 張裕東                                                                                   | 孟令軍 殷浩倫（唱） |
| 馬里亞諾母親        | Señora Guzmán          | 蘿絲·樸迪路                                    | 杜素真                                         | 蔡惠萍                                                                                   | 纪艳芳 |
| 巨嘴鳥              | Pico                   | 艾倫·圖克                                      | 使用原聲                                       | 使用原聲                                                                                 | 使用原聲 |
| 歐斯瓦多            | Osvaldo                |                                                | 陳彥鈞                                         | 蕭徽勇                                                                                   | 赵鑫 |
| 河女人              | Señora Ozma            |                                                | 高嘉鎂                                         | 李潤知                                                                                   | 海清 |
| 戴帽男              | Old Arturo             |                                                | 陳彥鈞                                         | 巫哲棋                                                                                   | 赵鑫 |
| 提普琴師            | Tiple Maestro          |                                                | 賈文安                                         | 巫哲棋                                                                                   | 贾文安 |
| 鎮上小孩            | Town Kids              |                                                | 吳宇鳴 顏蕾容 孫語彤                           | 鄧芷鈞 溫正匡 林芊瑜                                                                     | 牟迦论 纪艳劳 郑凯誉 |
|                     |                        |                                                | 姜先誠 孫若薇 張至超 馬至慧 謝雨彤 葛蕾 張沛瑄 | 廖杏茵 李震權 冼詠儀 鍾文傑 童文 梁偉基 梁朗賢 陳希敏 李楚翹 包賢敏 包賢婷 林子晉 蘇祈軒 | 王利军 杨波 王君笑 赵沐歆 于贺铭 朱恩琦 张弛 赵明时 椘双睿 王博艺 韩博超 戴卓烔 房鉴泽 罗高路 李佳轩 李颜孜 马晓双 王欣榕 张括 张心 赵司琴 张月 欧阳德慧 深空少年合唱团 车易晴 王亦天 王千隅 郝佳贝 付紫瑄 刘浚茂 荆晶 侯喻心 林钰涵 李牧谣 阴燕 杨孟世杰 高宇轩 |

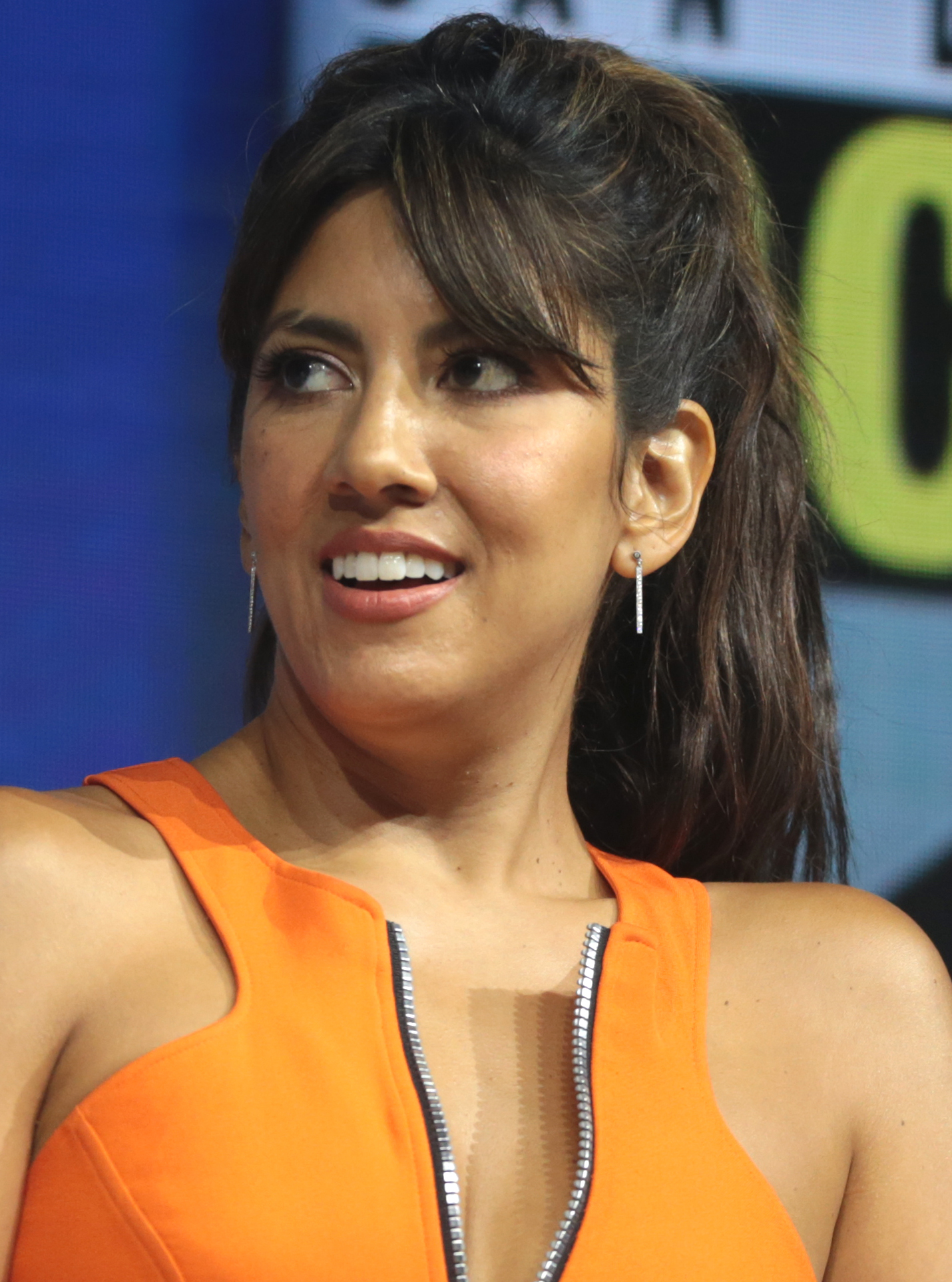
由史蒂芬妮·碧翠絲配音米拉貝兒·馬瑞格

- 米拉貝兒·馬瑞格（Mirabel Madrigal）

本作主角，15歲，胡莉葉塔和奧古斯汀的小女兒，黑色的長捲髮，鼻子和臉頰上有明顯的深色雀斑。檸檬綠色圓框眼鏡和藍色絨球耳環，外出時隨身攜帶鉤織包。她穿著白色襯衫，腰上縫著她的名字，和一條藍綠色長裙，裙襬上面繡著五顏六色的蝴蝶和很多一些代表她家人的刺繡圖案，蠟燭代表阿嬤，一小籃食物代表胡莉葉塔，變色龍代表卡米羅，太陽代表佩芭，音符代表朵樂，動物代表安東尼奧，花代表伊莎貝拉，啞鈴代表路易莎，聲稱自己不需要天賦就能讓自己開心，而且她和家裡的其他人一樣特別，因為她擁有最神奇的家庭。她經常表現出自由奔放、樂觀的風度，身邊的人們形容她不完美和古怪，但米拉貝兒也很謙虛和誠實。她對周圍的人非常善於交際和友好。其實為沒有天賦感到自卑，覺得自己對家族沒有幫助，是全家唯一聽得懂魔法屋在表達什麼的人。當奇蹟陷入危機時，米拉貝兒自己承擔起了拯救魔法的責任，並在此過程中了解到隱藏的家庭問題。 在尋找魔法為何消亡的答案時，米拉貝兒發現每個家庭成員都承受著對天賦和自己寄予厚望而巨大的壓力。她能夠體諒舅舅布魯諾的孤獨並理解他的感受，決心要幫助他重新回到家庭中。此外，米拉貝兒通過她的同情心幫助表達了她家人的問題，並幫助他們了解自己的價值，而不是因為他們的天賦。
雖然米拉貝兒非常敬重她祖母艾瑪·馬瑞格，但她對阿嬤因為她沒有得到天賦而迴避她的事實感到不滿。在得知奇蹟消逝的原因並試圖告訴阿嬤如何解決之後，阿嬤迅速抨擊米拉貝兒沒有得到天賦而造成家庭的困擾。米拉貝兒曾與舅父布魯諾·馬瑞格一同觀看預言，並依預言指示，前去與姊姊伊莎貝拉·馬瑞格和解。但伊莎貝拉表示她已經厭倦了自己美麗的形象及完美的風格，米拉貝兒於是鼓勵姊姊盡情做自己。姊妹二人於是讓家中四處生長奇花異草，卻觸怒阿嬤而遭斥責。阿嬤批評米拉貝兒正在破壞這個家，祖孫發生嚴重爭吵。米拉貝兒指出，阿嬤的期望總是給家人帶來過於沉重的壓力，只將他們視為他們擁有的天賦，以及她如何總是看到布魯諾最糟糕的一面。將阿嬤歸為魔法消亡的原因，隨後，整座房屋開始崩塌，屋神卡西達的力量也消失，蠟燭之火熄滅。卡西達被毀後，米拉貝兒和阿嬤在遠離家人的情況下進行了心心相印的交談，在談話過程中，阿嬤指出自己經歷喪夫之痛，不願再痛失家人，因此才對家中晚輩如此嚴苛。這讓米拉貝兒明白為什麼阿嬤會變成她如今的樣子，儘管阿嬤也承認她忽略了生活中真正重要的東西，但米拉貝兒也看到祖母是多麼悲痛。於是米拉貝兒決定原諒阿嬤，同時鼓舞了她，兩人隨後言歸於好，並修復了她們的關係，最終促成整個家族的和解與團結，讓馬瑞格家族重新受到屋神卡西達的祝福。最後，米拉貝兒和家中和鎮上的所有人一樣平等，沒有被排除在家庭之外。
- 伊莎貝拉·馬瑞格（Isabela Madrigal）

21歲，胡莉葉塔和奧古斯汀的的大女兒，她的皮膚黝黑，左臉頰上有一個淚珠狀的美人痣，黑色的長髮，左側有一朵粉紅色的卡特蘭花，代表哥倫比亞的國花。她穿著一件帶有許多花朵裝飾的淡紫色褶邊分層連衣裙。忠誠於家族，為了讓阿嬤開心，心甘情願地滿足了對她的任何要求，即使被安排嫁給自己不喜歡的人也不會反抗。雖然總是完美示人，但其實希望展現真實的自己。她因風度翩翩，被菲利稱為“我們的天使”，被家人稱為“金童”，無論是內外以優雅、美麗甚至“完美”而聞名，深受鎮上人的喜愛。然而，在內心深處，伊莎貝拉並不欣賞阿嬤對她的完美期望。相反，她想以自己想要的方式生活，並根據自己想要的而不是家人想要的來擴展自己的權力。由於身為“完美金童”的壓力，伊莎貝拉將這些感情隱藏起來。
天賦是隨心所欲變出各種花朵，從開劇便和跟米拉貝兒關係不太好，被米拉貝兒形容為“完美女神”，兩人總是互相敵視，其實是相互忌妒著對方。伊莎貝拉羨慕妹妹米拉貝兒沒有被「期待」所束縛，能夠隨心所欲生活。因此她後來向妹妹透露表示，她不想保持完美，也不想嫁給未婚夫馬里亞諾，之所以許下婚約是因為這麼做將有利於家族的未來。在米拉貝兒的幫助下，伊莎貝拉終於能夠展現真實的自我。當她擺脫家庭期望的束縛時，她可以種植仙人掌及新奇且不同品種的植物。裙子被漆成各種顏色，頭髮染上了黃色、綠色和藍色，左側橙色的火鶴花。最終以擁抱拉近了姊妹之間的距離。伊莎貝拉在與家人和鎮民一起重建房子時，隨著和米拉貝兒與路易莎的合作，她與米拉貝兒和路易莎的關係變得更加密切。隨著房子和家庭魔法的恢復，伊莎貝拉變得更快樂，不再受期望的束縛，可以自由地嘗試自己的力量並表達自己。在電影快結束時，她的裙子變成了更亮的靛藍，她把它改成了橙色的飛濺和黃色的設計，她還有一縷深綠松石色頭髮。
- 路易莎·馬瑞格（Luisa Madrigal）

19歲，胡莉葉塔和奧古斯汀的二女兒，路易莎似乎和米拉貝兒相處得很好，兩個姐妹都沒有對對方表現出敵意。路易莎似乎對米拉貝兒沒有任何形式的恩怨懷恨在心，也不認為她是家庭的負擔。她也是家庭中米拉貝兒依靠情感支持的人。她心地善良，堅強，但內心深處感到脆弱。天賦是力大無窮，身材壯碩精美，肌肉發達，比她家裡的其他人都要高得多。她有棕褐色的皮膚和淡褐色的眼睛。她棕色的頭髮用紅絲帶紮成一個髮髻。她穿著一件白色的短袖襯衫，下面是一條帶有深紫色和粉紅色條紋的靛藍長裙，路易莎的裙襬上有許多啞鈴，為了象徵她超強的力量。她手腕上有氈手鐲：左手是紅色和牛仔布，右手是紅色牛仔布和黃色。
正如米拉貝兒對她的描述，路易莎是這個家庭中最堅強、最可靠的成員。擁有超強力量的她，無論是家人還是鎮上的人，都依賴她的力量。反過來，路易莎非常感謝她可以為鎮上做出重大貢獻。經常幫助村民處理各種問題，如搬動教堂、找尋驢子，她背負著所有村民的身體和精神負擔，從不抱怨。儘管強大而可靠，但路易莎其實暗中感到滿足每個人的要求和肩負責任的巨大壓力，已經快要將她壓垮，不但對於自己的能力相當依賴，甚至認為如果她不能按照阿嬤、她的家人和鎮民所期望的方式做出貢獻，或是失去自己引以為傲的力量，會覺得自己無足輕重。她的內心其實有些柔軟、脆弱，也希望有能夠放鬆休息的時間。
儘管壓力很大，但路易莎把所有的掙扎都藏在心裡。當路易莎開始失去力量時，她很容易感到痛苦和壓力而深感自責，認為她自己不能像以前那樣運用天賦。在她的力量開始減弱後，路易莎無法控制地抽泣、哀號，表現出她更加敏感和悲觀的一面。隨著米拉貝兒和阿嬤和解，路易莎獲得米拉貝兒的開導，理解到她的天賦無法代表她的全部，而她本身便是珍貴的存在。之後，路易莎變得更加開朗，同時從中領悟了更進一步的智慧。
- 胡莉葉塔·馬瑞格（Julieta Madrigal）

50歲，艾瑪和佩德羅所生的三胞胎之一，也是伊莎貝拉、路易莎、米拉貝兒的母親，天賦是能靠烹飪來治療他人，如被螫傷、生病、骨折，甚至斷肢也可能治療。能夠用阿瑞巴治愈米拉貝兒受傷的手。有著棕褐色的皮膚和灰白的黑棕色捲髮髮髻，棕色的眼睛。她身穿淡藍色長袖襯衫，搭配蒂芙尼藍長裙和同色圍裙，淺棕色平底鞋，金色耳環。她的圍裙繫著一條綠色的絲帶，口袋裡裝著各種草藥。圍裙上也有一些的圖案：口袋上的手拿著草藥和植物、胸前有杵臼的圖案，代表了她通過她的烹飪治癒的力量。她很有耐心也不會生氣，常常治療因笨手笨腳而屢次被馬蜂螫的丈夫，對家人充滿愛，並儘最大努力照顧他們。總是擔心沒有天賦的米拉貝兒，明白米拉貝兒在這個家多麼困難，一直支持著她。在準備安東尼奧的天賦典禮時，胡莉葉塔懇求母親艾瑪，讓她別總是對孫女米拉貝兒太苛刻。她和姊姊佩芭都對於弟弟布魯諾消失而感到傷心。
當米拉貝兒留下試圖取回蠟燭，而卡西達開始倒塌時，胡莉葉塔是第一個注意到她還在裡面的人並想讓她快點離開，事發後，米拉貝兒失蹤後立即開始尋找她，這表明她的家崩塌時更關心米拉貝兒。在米拉貝兒回家後，胡莉葉塔看到她安然無恙，鬆了一口氣，並表達了她對米拉貝兒幫助家人重建家園的自豪感。劇尾中，失散十年的布魯諾與家人重逢，胡莉葉塔表示很高興再次見到他，並與佩帕一起幸福地擁抱他。
- 奧古斯汀·馬瑞格（Agustín Madrigal）

伊莎貝拉、路易莎、米拉貝兒的父親，胡莉葉塔的丈夫，入贅女婿，不知為何常常發生意外，是一位身材高挑、身材苗條的拉丁裔男子，他戴著眼鏡，身穿白色西裝，身穿藍色背心外套，打著領帶。他還有光滑的灰黑色頭髮、鉛筆般細的鬍子和棕色的眼睛。胸前的鮮花代表伊莎貝拉，左腳襪子的啞鈴代表路易莎，右腳襪子的彩繪代表米拉貝兒，劇中被馬蜂螫了兩次。嫁入這個家庭後，奧古斯汀因為沒有天賦，他明白不屬於這個家庭是什麼感覺，所以他盡最大努力安慰他的小女兒米拉貝兒，因為她是唯一一個沒有魔法天賦的馬瑞格家族成員。避免讓她陷入危險。當他發現布魯諾對米拉貝兒和他們的家被毀的預言時，奧古斯丁開始擔心這個家庭會發生什麼，並試圖保守秘密，因為他想保護米拉貝兒免受家人和鎮上給她帶來的任何恥辱。
奧古斯汀與他的妻子胡莉葉塔有著密切的關係，兩人互相支持，並在米拉貝兒因沒有魔法天賦而感到沮喪或面臨問題時盡最大努力照顧她。奧古斯汀也知道阿嬤對米拉貝兒的態度很糟糕，並且因將布魯諾的預言保密而與阿嬤對峙時，他不害怕站出來對抗她。總而言之，奧古斯丁愛他所有的家人，並且願意保護他們，儘管他很笨拙。
- 佩芭·馬瑞格（Pepa Madrigal）

50歲，艾瑪和佩德羅所生的三胞胎之一，皮膚白皙，赤褐色的捲髮編成辮子，綠色的眼睛。穿著橙色和黃色的琥珀色連衣裙，頭上繫著黃色絲帶，戴著金色的太陽形耳環和橙色與棕色的涼鞋。佩帕的領子上有太陽，她的裙子上有雨滴圖案，裙子底部有閃電符號，象徵著她的天賦。性格也非常情緒化，朵樂、卡米羅、安東尼奧的母親，伊莎貝拉、路易莎、米拉貝兒的阿姨，天賦是通過她的情緒狀態來控制天氣，開心帶來溫暖和陽光；沮喪帶來暴風雨和大雨；若是在非常沮喪或擔心的情況，她會迅速撫摸自己的辮子，並喃喃著“晴朗的天空”，可能會引發暴風雪或颶風。和阿嬤一樣，佩帕有追求完美的傾向，但不像阿嬤那樣追求完美。佩帕希望她的小兒子安東尼奧的天賦儀式完美無缺，並努力通過控制自己的情緒來為自己的鎮上樹立一個完美的形象。雖然她很尊重她的母親，但當她的情緒太強烈而無法控制時會被阿嬤斥責，她也不怕被阿嬤斥責而生她的氣。在卡西達倒塌後，佩帕與阿嬤和布魯諾重歸於好，佩帕得以隨心所欲地表達自己的情感和力量。
根據米拉貝兒所說，儘管佩芭是為溫暖關心孩子的母親，但有追求完美的傾向，導致時常焦躁不安。她和鎮上的人都不喜歡談論布魯諾的主要原因是，在她的婚禮當天，布魯諾告訴她“看起來像下雨了”。讓佩帕如此擔心，以至於她的天賦製造出颶風，讓她和菲利克斯在颶風中結婚。劇尾中，失散十年的布魯諾與家人重逢，佩帕與布魯諾重逢，布魯諾透露婚禮上的誤會源於他希望幫助她放鬆和擁抱她的情緒。最終，佩帕不再對布魯諾懷恨在心，並與胡莉葉塔一起幸福地擁抱他。
- 菲利·馬瑞格（Félix Madrigal）

佩芭的丈夫，朵樂、卡米羅、安東尼奧的父親，伊莎貝拉、路易莎、米拉貝兒的姨丈。是一位黑皮膚的哥倫比亞拉丁裔，身穿陽光黃色長袖瓜亞貝拉襯衣，搭配紅色褶襉和橙色條紋褲子。他有一頭黑灰色的捲髮，下巴和臉上都有鬍鬚。他熱愛音樂，是一個音樂愛好者。跟奧古斯汀一樣是入贅婿沒有天賦。儘管如此，他無憂無慮和愛開玩笑的天性並善良風趣的人，和家族成員關係都很好，對待事物很正向，平衡妻子佩芭控制天氣的情緒。對整個家庭都很友善，是一個“派對生活”型的人，甚至讓嚴厲的阿嬤和他一起跳舞，並稱呼疏遠家庭的布魯諾為兄弟。
與佩帕敏感和搖擺不定的性格相比，他是一個悠閒而積極向上的人，可以平衡他經常緊張的妻子，兩人總是和諧相處。也是一個幽默的人，經常對周圍的人露出微笑。因為菲利了解佩帕努力控制自己的情緒並幫助她控制情緒。他無憂無慮的性格也使他與其他家庭成員相處得很好。雖然他和家人與鎮上的人談論布魯諾，但當米拉貝兒詢問更多關於她舅舅的信息時，菲利並不反對提起他的名字，只是佩帕讓他閉嘴。此外，菲利似乎對布魯諾沒有任何不好的感覺，即使他似乎通過給佩帕增加痛苦並間接讓颶風破壞了他和佩帕的婚禮，但他仍然記得婚禮是美好的。當布魯諾與家族團聚並澄清誤會時，菲利似乎事先預感到布魯諾並沒有惡意，布魯諾只是想幫助他的妹妹和支持他的姐夫。
- 朵樂·馬瑞格（Dolores Madrigal）

21歲，佩芭和菲利的大女兒，伊莎貝拉的表妹，路易莎、米拉貝兒的表姐，比伊莎貝拉小幾個月，有著棕色的捲髮和棕色的眼睛。她身穿白色和黃色的襯衫，一條帶有黃色條紋的紅色長裙，一條紅色的項鍊，中間有一顆鑲有紅寶石，心形的金色耳環和紅色涼鞋. 她的頭髮上還戴著一個大紅色蝴蝶結，她把它戴在一個髮髻上。朵樂的衣服在她的襯衫和裙子上有許多聲波，象徵著她超強的聽力。天賦是千里耳，她通過天賦“了解每個人的醜聞”，據說能聽到一公里外的聲音，甚至可以聽到最安靜的聲音，如針掉下來的聲音或某人眼睛抽搐的聲音。她也能夠聽見鎮上的消息，但當周圍環境過於吵雜，會接收不到想要的訊息。似乎不太愛八卦。她總是很安靜，但卻是這個家庭中最不情緒化的一個。她說話或唱歌低至耳語，不像她外向的弟弟卡米羅和他們精力充沛的父母，朵樂不喜歡成為關注的中心，更喜歡待在幕後中。由於她的天賦的性質，即使她不想也傾向於暴露人們的秘密，例如當她對鎮上的孩子們脫口而出她的表妹米拉貝兒沒有魔法天賦時。她的天賦給她帶來了難以置信的不適和痛苦，當聲音對她來說太大時，她會摀住耳朵。她的天賦也讓她有愛管閒事的名聲，並迫使她不斷保守別人的秘密。
據透露，她一直暗戀表妹伊莎貝拉的未婚夫馬里亞諾，但伊莎貝拉一開始就不想嫁給他。在劇尾中，朵樂在米拉貝兒的幫助下，終於坦白了她對馬里亞諾的真實感受，馬里亞諾也對此表示接受了她，這讓米拉貝兒和伊莎貝拉非常高興。她知道布魯諾仍然住在卡西達裡，她每天都聽到他的聲音。儘管她有揭露秘密的天性，但她從未告訴任何人布魯諾仍然住在牆上，因為其他人都害怕他和他的力量。
- 卡米洛·馬瑞格（Camilo Madrigal）

15歲，佩芭和菲利的二兒子，伊莎貝拉、路易莎的表弟，米拉貝兒的表哥，與她同齡，身材苗條，淺金棕色膚色，捲曲的深赤褐色頭髮，綠色眼睛，鼻子和臉頰上有雀斑，眼瞼呈深色。他穿著一件白色長袖襯衫，他還穿著帶有深黃色條紋的黃色開襟式斗篷，黑色褲子和帶有白色蝕刻的黑色涼鞋。卡米洛的衣服象徵著他的變形能力，襯衫領子、開襟式斗篷和涼鞋上有都有變色龍圖案。天賦是任意變身成別人的樣子，有點瘋狂、有點戲劇性、一個很有趣、很有活力的人，個性和父親相似愛好娛樂、隨和、精力充沛。被描述為“戲劇小子”和天生的藝人，卡米羅年輕且仍在探索自我，他喜歡利用他的變形能力嘗試不同的角色，經常使用變形來惡作劇、取笑家族成員。儘管他的俏皮和頑皮的舉止，卡米羅仍有著非常溫柔、甜蜜和負責任的一面，尤其是對他的家人。在母親情緒不穩時，會端茶試圖讓母親平復下來，也和米拉貝兒一樣，對待小孩很友好逗趣。他也是安東尼奧的一個有愛心的兄弟，他通過開玩笑地冒充他的父親來幫助他在儀式上放鬆。然後，當家人失去天賦時，卡米羅擔心安東尼奧失去天賦的感受。眾所周知，他喜歡吃東西，並被菲利看到試圖通過假裝是朵樂來拿第二次食物。
官方描述他的天賦概念是「還不知道自己是誰，在生活中嘗試不同角色的青少年」。與文靜的姐姐和內向的弟弟不同，卡米羅比他們更外向，是最追隨活潑父母的人。社交和魅力讓他與許多鎮民關係良好，在歡迎他們參加安東尼奧的天賦儀式時表現出迷人的態度。雖然不自誇或自負，但卡米羅喜歡聚光燈，並且具有良好的幽默感，喜歡戲劇性的動作。
- 安東尼奧·馬瑞格（Antonio Madrigal）

5歲，佩芭和菲利的小兒子，伊莎貝拉、路易莎、米拉貝兒的表弟，故事初還未擁有能力，皮膚黝黑，捲曲的頭髮，深棕色的眼睛。他穿著一件長袖黃色和淺橙色條紋襯衫，外面套著一件橙色無袖背心，還有一條紅圍巾。他有棕色牛仔褲和深米色和橙色的鞋子。象徵他的天賦，安東尼奧的背心上縫有一些動物。中段透過獲得了跟動物溝通的天賦，其中包括水豚、巨嘴鳥，蜂鳥、浣熊、貘和一隻美洲虎，跟安靜的姐姐和外向的哥哥相比，個性更為內向，安東尼奧與他的表姊米拉貝兒有著密切的關係，相對其他家庭成員跟米拉貝兒比較親近。在儀式前，尋求米拉貝兒的安慰，同時也不希望讓米拉貝兒成為家族唯一沒有天賦的孩子，並希望她也有神奇的天賦。正是這種深切同情使他贏得了老鼠的信任，這些老鼠向安東尼奧通報了他舅舅和表姊的下落和困境。讓他被排斥的舅舅布魯諾使用他的房間看見未來
家裡最小的成員。他也是一個非常害羞的人，除了他的家人外，很難與其他人相處。他很容易怯場，只喜歡與家人和動物朋友互動。然而，當他的家人緊張時，安東尼奧會去幫助他們。比如當他護送米拉貝兒到新建的卡西達時，米拉貝兒在前門上安裝一個新的門把。
- 布魯諾·馬瑞格（Bruno Madrigal）

50歲，艾瑪和佩德羅所生的三胞胎之一，米拉貝兒的舅舅，膚色過於蒼白。他瘦瘦的，看起來蓬頭垢面，他有黑色捲曲的頭髮夾雜著灰髮，一個又大又尖但有點圓的鼻子，潔白的牙齒，沒有刮過的薄鬍子，下巴上留著沙漏狀的淺色鬍鬚。他有綠色的淡褐色眼睛，臉上有淺色雀斑和黑眼圈。他穿著一件連帽的綠色開襟式斗篷，斗篷上有沙漏印花代表他的天賦，棕色和深色褲子和黑色涼鞋。當他使用他的預知能力時，他的瞳孔發出明亮的綠色。他的衣服明顯破舊，斗篷邊緣粗糙，襯衫領子解開鬆散，增加了他衣衫襤褸的樣子。天賦是預知未來，並且預知結果會實體化成螢光綠色的玻璃浮雕。因為經常提前預知到負面的事，而被鎮民誤會帶來厄運而被排擠。這給鎮上帶來了痛苦，因為他經常有神秘的預言和慘淡的結果。由於他不受歡迎的天賦，他被認為是馬瑞格家族的害群之馬。在米拉貝兒五歲失敗的儀式後，他的預言有兩種可能的結果：米拉貝兒在馬瑞格之家前，一個房子完好無損，另一個房子毀了。預知到她是影響魔法屋會否坍塌的關鍵人物，為保護米拉貝兒而選擇失蹤並打碎了玻璃浮雕，最後他的名字被家族和鎮民認為是禁忌。
其實在村裡失蹤的期間，一直躲在家中牆壁後的暗處與老鼠相處與世隔絕十年，並修補不斷出現的裂痕。並出現了一些奇怪的行為，後期為了維護米拉貝兒，出現在阿嬤和米拉貝兒的面前。儘管幾乎整個鎮上都害怕布魯諾，但他心地善良、有愛心、相當幽默，對家人有著強烈的愛和忠誠。雖然布魯諾被描述為一個可怕的虐待狂人，但布魯諾實際上很安靜、害羞、善良，很容易變得緊張或焦慮，就像他的妹妹佩帕一樣. 布魯諾形容為缺乏安全感的迴避者，他相信別人的指責，即使他的天賦只會帶來問題。在他完全重新融入家庭後，他變得更加開朗和熱情。
- 阿嬤（艾瑪·馬瑞格）（Abuela (Alma Madrigal)）

一家之主 ，75 歲，伊莎貝拉、路易莎、米拉貝兒的阿嬤，頭髮灰白，眼睛呈淡褐色。她穿著一件栗色和洋紅色長連衣裙，上面繡有蝴蝶和山形圖案代表非凡之地，領子的橙色淚珠形圓圈代表蠟燭，腰上有一把鑰匙和兩個懷錶。在特殊的場合，會穿著黑色披巾。在她年輕時三胞胎誕生沒多久——胡莉葉塔、佩帕和布魯諾還是嬰兒的時候，她和她的丈夫佩德羅居住的村莊遭到侵略被迫從武裝衝突中逃離家鄉。途中遭遇追兵，為了讓所有人逃跑，佩德羅分散了他們的注意力並犧牲了自己的生命。在最黑暗的時刻絕望時，奇蹟祝福了他們，傷心欲絕下讓一根平凡的蠟燭變成魔法蠟燭，蠟燭將此地與外界隔絕並變出整間魔法屋予以容身。直到今天，除了米拉貝兒之外，這個家庭中出生的每個孩子都擁有自己獨特的魔法天賦。阿嬤試圖保持耐心和理解，但從她的角度來看，她覺得有些人應該在沒有她明確同意的情況下直接讓開，不要做任何事情。正因為她控制欲很強，否認有任何問題，向她的鄰居保證一切都很好，沒有什麼好害怕的，但事實是，她知道她的家甚至她的家人都處於危險之中，阿嬤致力於做在她眼中對她的家人最好的事情，並提高對她的子孫後代如何利用自己的天賦來幫助鎮上的期望，通常採取要求的形式為了完美。她嚴厲、堅定，但不幸的是，她經常在某種情況甚至其他人身上假設最壞的情況，尤其是她的兒子布魯諾和她的孫女米拉貝兒。
後由於米拉貝兒的行動，阿嬤不公平地責備她，指責她傷害了家人。而米拉貝兒說家庭的問題和奇蹟的消退真的是因為阿嬤不斷向他們施加壓力，讓他們不斷地做到完美，而阿嬤讓布魯諾離開了，因為她只看她的兒子和孫女最糟糕的一面，在與米拉貝兒真誠的交心中，阿嬤揭示了他們對家庭起源過往的經歷：她失去她生命中的摯愛，她的家，以及她所知道和所愛的一切，讓阿嬤深受創傷，以至於她發誓再也不會發生這種事，但隨著時間的推移，因為她比任何人都看重魔法天賦，以至於變得愈來愈專權，追求完美，不允許出現任何錯誤。並決心保護它。也忘記了真正重要的事情，她忘記了他們的奇蹟是為了誰，以及是什麼讓他們的家庭如此特別神奇的是他們是一家人，這才是真正的奇蹟。阿嬤也意識到她一直讓家人承受的壓力甚至痛苦。最終祖孫倆正式和解。
- 馬里亞諾·古兹曼（Mariano Guzmán）

黑髮到肩，深棕色的眼睛，濃密的眉毛和小鬍子，他相當魁梧和寬闊，保持著肌肉發達的體格。他穿著白色長袖襯衫、棕色褲子和棕色鞋子。伊莎貝拉的前未婚夫，單方面被伊莎貝拉吸引，但對方對他沒感覺，當她開始讓花朵綻放時，馬里亞諾深情地盯著伊莎貝拉。在安東尼奧的天賦典禮時向伊莎貝拉求婚，晚宴中，米拉貝兒為了掩蓋小屋開始破裂卻毀了馬里亞諾的求婚。馬里亞諾最終鼻子受傷。故事結尾他和他的母親，以及鎮上的每個人都聚在一起幫助馬瑞格家族重建他們的房子。在此期間，米拉貝兒注意到他很傷心，當他說他內心充滿愛時，她將他介紹給朵樂，促成一對佳偶的產生。
根據朵樂所說，馬里亞諾說話大聲，照顧好他的母親並讓她感到自豪。和藹而紳士，馬里亞諾對別人總是彬彬有禮。一個浪漫的內心，他每天晚上睡覺前寫自己的詩，他顯然想要孩子，急切地急於與朵樂結婚，但朵樂勸他稍安勿躁。

## 製作

### 發展

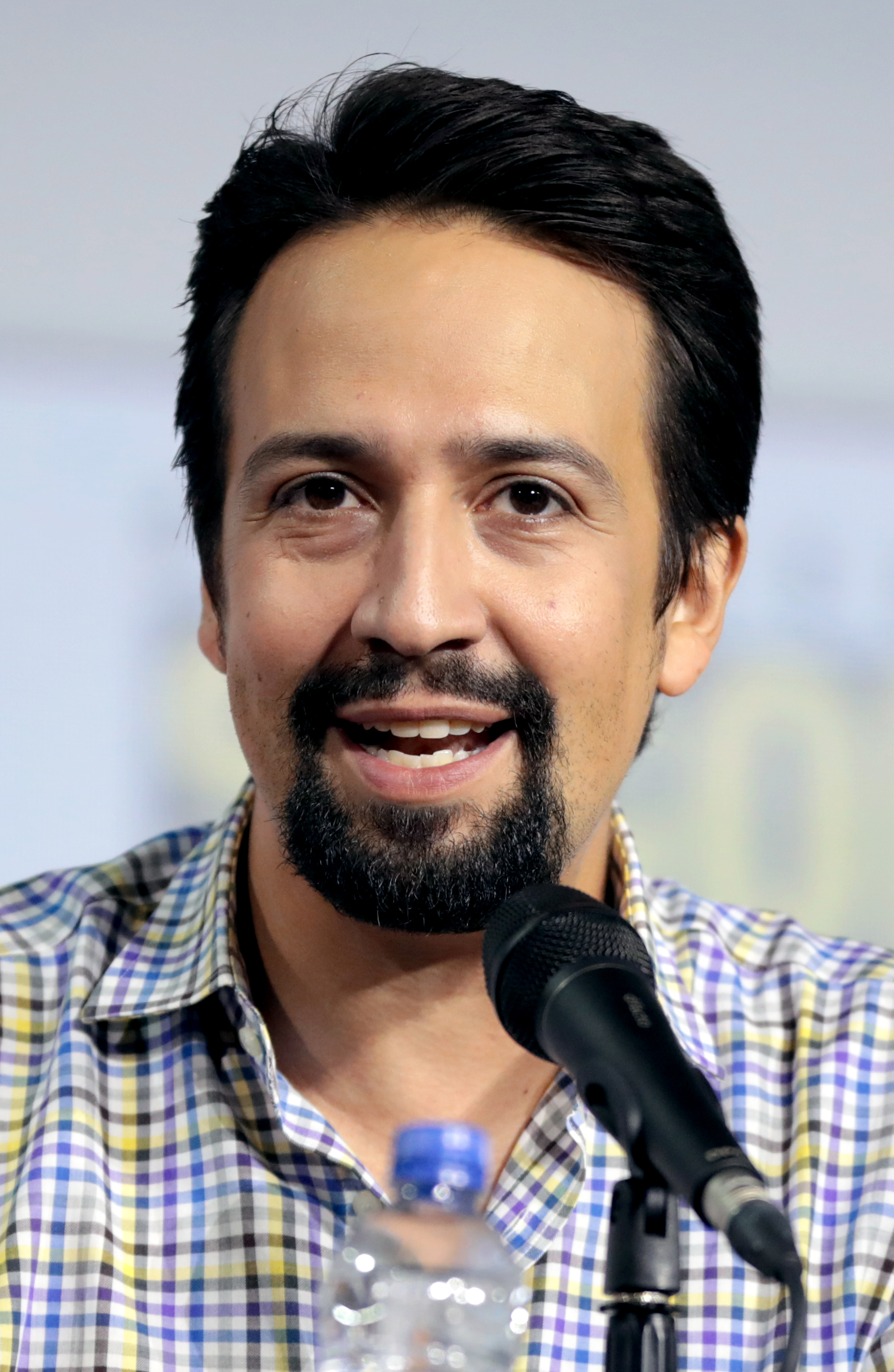
2019年的林-曼努爾·米蘭達

在2016年11月的《海洋奇緣》宣傳之旅中，林-曼努爾·米蘭達透露，華特迪士尼動畫工作室當時的首席創意官約翰·拉薩特向他提出了與導演拜倫·霍華德一起製作動畫項目的想法。米蘭達補充說，儘管那時候該項目已經展開了工作，但仍處於早期開發階段。
霍華德和布希隨後透露，在完成《動物方城市》後，他們希望他們下一個項目是音樂劇，在米蘭達的加入後變成了拉丁美洲音樂劇。霍華德和布什已經在哥們兒電影中處理過“兩個角色走向世界並相互了解”的故事，並想嘗試“完全不同”的東西。三人討論了他們擁有大家庭的共同經歷，並決定製作一部關於一個有十幾個主角的大家庭歌舞片。
在製作這部電影的五年裡，霍華德和布希始終秉持一個圍繞著「觀點」的主題，“關於你如何看待你家裡的其他人以及你是如何被看見的。”在他們早期的腦力激盪中，他們做出了關於家庭的“三個重要的發現”，成為了電影的故事基礎：
1.我們大多數的人並沒有真正被家人看到
2.我們中大多數的人都背負著我們從未讓家人看到的負擔
3.我們大多數人都沒有注意到，幾乎我們所有人，尤其是在我們自己的家庭中，都有同樣的感受
反過來，米蘭達提議拉丁美洲音樂的“充滿活力的廣譜”，可以“更好地捕捉”家庭關係的複雜性。
霍華德和布什開始與胡安·倫登和娜塔莉·奧斯瑪詳細討論拉丁美洲文化，這兩人曾與他們合作製作紀錄片《Imagining Zootopia》。倫登和奧斯瑪都恰好來自哥倫比亞，並在討論中反复借鑒了他們對哥倫比亞文化的個人經驗，這使得霍華德、布什和米蘭達將他們的研究重點放在了那個國家。倫登和奧斯瑪成為迪士尼動畫聘請的幾位文化專家中的前兩位電影顧問，他們共同組建了迪士尼所謂的“哥倫比亞文化信託”。
2018年，倫登和奧斯瑪陪同霍華德、布什和米蘭達前往哥倫比亞進行研究之旅。在這個國家的兩週內，他們會見了建築師、廚師和工匠，讓自己沉浸在這個國家的文化中。他們參觀了加夫列尔·加西亚·马尔克斯基金會。參觀了波哥大和卡塔赫納等大城市，但他們在薩倫托和巴里查拉等小城鎮找到了靈感。布什注意到“我們去過的每個城鎮都有非常特殊的個性”，因為這個國家的山區地形如何將它們分開  。根據迪士尼粉絲俱樂部出版物《迪士尼二十三》，這種方式成為將馬瑞格家族的住所置於“遙遠的 'encanto' 的關鍵 - 即一個'迷人'或精神上祝福的地方，一個領域魔法與現實融合”。正如阿萊安德拉·烏里貝解釋的那樣，哥倫比亞人被“感覺神奇的神聖土地所包圍，我們與他們共存，而不是質疑他們的存在”。在巴里查拉，他們結識了當地的導遊亞歷杭德拉·埃斯皮諾薩·烏里韋，帶他們參觀了小鎮，後來聘請她為電影的歷史和文化真實性進行諮詢。埃斯皮諾薩·烏里韋是電影主角米拉貝兒幾個方面的靈感來源，包括她的黑色捲髮、大眼鏡和手勢。米拉貝兒裙子的設計靈感來自於貝萊斯地區編織的傳統裙子
這部電影的最終版本故意模糊了設定的時間框架，但從20世紀初的哥倫比亞取得了靈感。 在探索了1950年代之後，導演們決定將影片的外觀轉移到1900年代初期，並使用“哥倫比亞民俗美學”。20世紀初，國家經歷了千日戰爭，電影中描繪的那樣，整個村莊的人口都成為了國內流離失所者。

### 寫作
隨著電影逐漸變得越來越複雜，需要開發一個完整的家庭、多首歌曲以及具有深厚魔幻現實主義的傳統豐富文化背景，霍華德和布什意識到他們需要第二位編劇來幫助編寫劇本。他們選擇查理斯·卡斯特羅·史密斯是因為她在魔幻現實主義方面的深厚背景和處理“現實世界家庭動態”的經驗。布什將她描述為“天賜之物”，因為她提供了“內心、脆弱和真實的基礎”。卡斯特羅·史密斯試圖在米拉貝兒創造一個獨特、不完美、完全人性化的角色，這個角色講述了許多拉丁裔的生活，同時也與全球觀眾產生了共鳴。
米蘭達在制作《海洋奇緣》时知道，電影的主角莫娜原本有八個兄弟，後來為了簡化電影情節而被移除。正如米蘭達從那次經歷中所期望的那樣，迪士尼動畫公司最初抵制为《魔法滿屋》制作十几个主要角色。米蘭達特意寫了電影的开场白“The Family Madrigal”，以向迪士尼动画公司证明有可能有效地向观众介绍这样一个大家庭及其内部动态。由於電影的時長為90分鐘，制片人努力使中心家庭感到真实、充实和有人性，并赋予他们弧度。工作人员努力发展在《魔法滿屋》可立即识别的家庭原型。团队专注于突破原型，并展示家庭成员比强加给他们的 "面具 "更复杂。馬瑞格家族的每个成员都受到一个常见的家庭原型的启发，如果它被夸大并变得神奇；例如，伊莎貝拉和路易莎分別以金童和岩石為基礎。布什解釋說，这种方法可以防止每个天賦感觉任意，而是由情感和个性规定。 
像大多數迪士尼動畫電影一樣，《魔法滿屋》在其開發過程中經歷了“許多不同的版本”，因為各種故事想法被探索和拋棄。 沿途丟棄的想法包括：一個年輕的現代女性被一個神奇的門把手傳送到另一個世界；奧古斯汀是一家之主，他發現了Encanto並親自在那裡建造了卡西達； 這部電影將明確設定在1950年代，並以國際化和現代時尚為特色，以及汽車和前往艾瑪最初来自的大城市之旅；小屋只是艾瑪個性的延伸，而不是整個家庭的延伸；電影将跟随多代人和小屋的故事走过100年的时间；米拉貝兒拼命地尋找她的魔法天賦，而不仅仅是对没有被授予魔法天赋表示沮丧；從米拉貝兒的角度來看，她在講述前兩幕時會反映她的情緒狀態，然後當電影在第三幕中轉向艾瑪的视角时，将转为更现实的颜色；路易莎的房間可能是用石頭建造的，看起來“無聊”，以反映她的责任感，但會隱藏一個“秘密出口”，通往一個類似於“主題公園”的隱藏房間，在那里她可以尽情玩耍； 而伊莎贝拉一度有一个来自大城市的 "傻傻的 "追求者，名叫布波。電影上映後，布什在推特上透露了更多經過討論並擱置的想法：艾瑪在佩德羅去世的那一刻在河邊生下了三胞胎；伊莎贝拉和米拉贝兒的相互敌视最终导致了一场拳脚相加。米拉貝兒慶祝了她十五歲生日的慶祝活動。在霍華德看來，隨著情節經過幾年的發展，“整部電影的核心”始終是米拉貝兒和艾瑪之間的關係。

### 動畫
迪士尼挑选了几位具有哥伦比亚血统的演员，包括父亲是哥伦比亚人的史蒂芬妮·碧翠絲；在波哥大出生的約翰·李古查摩；以及在哥伦比亚度过童年的威爾默·瓦德拉瑪，他的母亲来自那里。
以及瑪麗亞·西希麗亞·博特羅、愛達莎、黛安·格雷羅、毛羅·卡斯蒂略（Mauro Castillo）、安琪·塞佩達、潔西卡·達羅（Jessica Darrow）、蘭斯·菲利斯和卡蘿萊娜·蓋坦加入配音陣容。

### 選角
对于动画负责人雷纳托·多斯·安若斯和基拉·莱托马基来说，《魔法滿屋》是迄今为止"最难的一部电影" ，因为他们被要求全面发展十几个角色，而其他动画片则主要是在众多角色中挑选两三个角色。 导演们要求动画师们使米拉贝兒与之前所有的迪士尼女主角截然不同；她必须既能干又不完美，但不仅仅是笨拙。 卡西達的灵感不仅来自哥伦比亚的传统住宅，还来自电影中的房子，特别是《陰間大法師》。
制作团队在研究中了解到，音乐、舞蹈和节奏是哥伦比亚日常生活的核心元素。因此，《魔法滿屋》是第一部由编舞师自始至终参与开发过程的迪士尼动画片，这意味着他们与制作团队密切合作，开发歌曲、角色和故事。 这与旧的电影形成了对比，在聘请编舞师为特定场景提供咨询时，故事已经到位。 对于《魔法滿屋》，迪士尼动画公司最初雇用了非洲裔美国人编舞师贾马尔·西姆斯，他坚持要立即雇用哥伦比亚裔美国舞蹈家凯·马丁内斯作为该片的动画参考顾问。 他们与一组舞者一起工作，为每个场景准备编舞参考片段，然后在动画制作过程中向动画师提供场景反馈。 他们为不同的角色开发了不同的舞蹈风格；路易莎的风格是雷鬼舞，而米拉贝兒的风格是卡利莎莎舞。
为了选择和制作伊莎贝拉可以种植的植物和花卉的动画，制作团队咨询了哥伦比亚植物学家费利佩·萨帕塔。他的建议使團隊能够选择适当的植物，然后准确地展示细节。伊莎贝拉生产的藍花楹和絞殺無花果的河流以及层层叠叠的茅膏菜都是基于这种投入。背景景物中的植物也是真实的。这些包括标志性的，但现在很脆弱的蜡棕榈和戏剧性的聚蟻樹。经济上重要的植物，如咖啡，也出现了。

### 攝影
超过800人参与了《魔法滿屋》的制作，其中有108名动画师。迪士尼动画公司计划从2020年3月15日开始派许多动画师前往哥伦比亚，为電影从开发到制作做准备。在嚴重特殊傳染性肺炎发生后，这第二次研究之旅不得不取消。工作室的动画师们最终不得不与哥伦比亚文化信托基金进行遠距工作；例如，埃斯皮诺萨·乌里韦在她的手机帮助下给动画师们提供了一个哥伦比亚的虚拟之旅。黛安·格雷罗给工作室的设计师们发送了她在哥伦比亚的亲戚拍摄的哥伦比亚食物的照片。
2020年6月22日，米兰达在《早安美国》节目中证实，他和布什正在拍摄一部以哥伦比亚为背景的迪士尼动画片，布什和拜伦·霍华德担任导演，查理斯·卡斯特羅·史密斯担任联合导演。
2020年6月18日，暂定片名被披露为《Encanto》。该项目也被证实是米兰达参与的电影，据说是关于一个魔法家庭的女孩。2020年12月10日，该项目在迪士尼投资者日会议上得到正式确认，会上播放了一个片段，宣布2021年秋季上映，并提到了魔幻现实主义。根据布什的说法，该片的剧本开发于2021年8月结束，一个月后该片的制作也结束了。由于嚴重特殊傳染性肺炎，许多剧组成员远程合作了一年多，直到迪士尼为影片的最终版本举办了一次社交性的户外放映，才彼此见面。
《魔法滿屋》是自2011年《小熊维尼大电影》以来第一部采用高框架的迪士尼动画片，这一决定是为了 "更贴近人物"。这种布局得到了浪漫主义灯光的补充。根据霍华德的说法，浪漫是该片在摄影和灯光方面的关键词。后者也受到魔幻现实主义的启发，因为这种类型对写作和人物的影响很大。导演们旨在利用影片的光学效果来描绘强烈的情感；亞歷山德羅·雅科米尼和丹尼爾·賴斯电影摄影和照明的导演表示，这种使用 "将放大、夸大和扭曲感知，这非常符合米拉贝兒作为叙述者的观点。她被遗弃的感觉也被用情感照明表现出来。导演们经常提醒剧组每个场景的情感潜台词，以及各个部分的错综复杂的关系。这种潜台词被华纳、杰科米尼和赖斯应用在精心设计的序列中，如歌曲《Surface Pressure》。

## 歌曲
2020年6月，米蘭達公開透露，他已經開始為電影創作音樂，其中將有八首西班牙語和英語的原創歌曲。電影首映後，他透露他從一開始就一直在為這部電影寫歌。 2021年9月8日，《可可夜總會》歌曲的聯合作曲家傑曼·佛朗哥開始為電影配樂。原聲帶於2021年11月19日發行，並在美國公告牌200強中排名第一，成為自《冰雪奇緣2》以來第一首登上榜首的迪士尼原聲帶。《We Don't Talk About Bruno》引起了轟動，並打破了各項記錄，成為迪士尼有史以來最成功的歌曲之一。該曲也攻頂美國告示牌百大單曲榜和英國單曲排行榜，是迪士尼在21世紀的第一首冠軍單曲。
| 版本 | 版本                                                                        | 版本                                                                                    | 版本                                                                                        |
| 美国 | 香港                                                                        | 臺灣                                                                                    | 中国                                                                                        |
| --- | --------------------------------------------------------------------------- | --------------------------------------------------------------------------------------- | ------------------------------------------------------------------------------------------- |
| The Family Madrigal 演唱：史蒂芬妮·碧翠絲 歐爾佳·梅瑞迪茲 威爾默·瓦德拉瑪 毛羅·卡斯蒂略                                                                                  | 魔法家族 演唱：麥紫筠 謝劭程 陳彥廷                                         | 馬 演唱：吳以悠 林美璊 耀杰 韓卓軒                                                      | 馬利加一家 演唱：黃雅楠 盧曉華 袁岱 劉世超                                                  |
| Waiting On A Miracle 演唱：史蒂芬妮·碧翠絲 | 等待奇蹟 演唱：麥紫筠                                                       | 等待奇蹟 演唱：吳以悠                                                                   | 等待奇蹟 演唱：黃雅楠                                                                       |
| Surface Pressure 演唱：潔西卡·達羅 | 壓力層 演唱：張國穎                                                         | 壓力 演唱：田曉梅                                                                       | 表面壓力 演唱：王聞玉潔                                                                     |
| We Don't Talk About Bruno 演唱：卡蘿萊娜·蓋坦 毛羅·卡斯蒂略 愛達莎 蘭斯·菲利斯 黛安·格雷羅 歐爾佳·梅瑞迪茲 史蒂芬妮·碧翠絲                                               | 無人會提起般盧 演唱：邵美君 陳彥廷 郭嘉碧 鄭君熾 莫子慧 謝劭程 麥紫筠       | 我們不提布魯諾 演唱：梁世韻 韓卓軒 薛詒丹 張義欣 劉軒蓁 林美璊 吳以悠                   | 不要提起布魯諾 演唱：海英 劉世超 陳無二 張申騁 胡維納 盧曉華 黃雅楠                         |
| What Else Can I Do? 演唱：黛安·格雷羅 史蒂芬妮·碧翠絲 | 憑雙手開創 演唱：莫子慧 麥紫筠                                              | 還能怎麼做? 演唱：劉軒蓁 吳以悠                                                         | 我還能做什麼? 演唱：胡維納 黃雅楠                                                           |
| Dos Oruguitas 演唱：賽巴斯汀・亞德拉 | 使用原音                                                                    | 使用原音                                                                                | 使用原音                                                                                    |
| All Of You 演唱：史蒂芬妮·碧翠絲 歐爾佳·梅瑞迪茲 蘭斯·菲利斯 约翰·李古查摩 毛羅·卡斯蒂略 安琪·塞佩達 卡蘿萊娜·蓋坦 威爾默·瓦德拉瑪 愛達莎 黛安·格雷羅 潔西卡·達羅 馬盧瑪 | 每一個 演唱：麥紫筠 謝劭程 鄭君熾 盧俊豪 陳彥廷 邵美君 郭嘉碧 莫子慧 張國穎 | 全都是 演唱：吳以悠 林美璊 張義欣 謝文德 韓卓軒 薛詒丹 梁世韻 耀杰 劉軒蓁 田曉梅 胡家源 | 奇蹟就是你 演唱：黃雅楠 盧曉華 張申騁 高銘彤 劉世超 海英 袁岱 陳無二 胡維納 王聞玉潔 殷浩倫 |

## 發行
《魔法滿屋》由華特迪士尼工作室電影於2021年11月24日在美國上映。中国大陆则由中国电影集团公司进口，中国电影股份有限公司发行，并且由长影集团译制片制作责任有限公司进行译制，于2022年1月7日公映。

### 營銷
這部電影的首映於2020年12月10日迪士尼投資者日期間放映。預告片於2021年7月8日發布，正式預告片於2021年9月29日發布。
2021年10月，Jakks Pacific宣布將為這部電影發布新的玩具系列。2022年1月開始發貨新的Funko pop！，電影中的幾個角色的人物可以預訂。
為了首映週末的票房，迪士尼花費1400萬美元在電視廣告宣傳上，產生12.6億次的曝光次數。Deadline Hollywood表示，營銷未能將這部電影與其他迪士尼旗下作品區分開來，導致觀眾認為它會與《可可夜總會》一樣。

### 戲劇
迪士尼於2021年11月3日在洛杉磯的埃爾卡皮坦劇院舉行了電影的全球首演，並於2021年11月23日在哥倫比亞波哥大的克里斯托瓦爾科隆劇院舉行了哥倫比亞首演 。2021年11月24日在美國採用RealD 戲院和杜比影院上映。為應對嚴重特殊傳染性肺炎，這部電影在2021年12月24日在Disney+上發布之前進行了為期30天的獨家影院放映。這部電影與短片《Far from the Tree》配對。《魔法滿屋》於2022年1月7日在中國上映 。2022年2月16日，這部電影在獲得Disney+和奧斯卡金像獎提名後在電影院重新上映。

### 家庭媒體
《魔法滿屋》於2021年12月24日在 Disney+上發布，並由華特迪士尼家庭娛樂公司於2022年2月8日發行DVD-Video、藍光光碟和超高畫質藍光光碟。精彩花絮包括“Let’s Talk About Bruno”、“OurCasita”、“Journey To Colombia”、“Familia Lo Es Todo”、“A Journey Through Music”，以及電影的sing-along版本 。《Far from the Tree》也與電影一起在實體媒體上發布。
自Disney+發布以來，《魔法滿屋》一直在尼爾森收視率的每周流媒體排行榜上名列前茅，最近的總觀看時間為14億分鐘。

### 評價
爛番茄根據212條評論，持有92%的新鮮度，平均得分7.5／10，觀眾投票獲得93%的分數，平均得分為4.6／5，網站影評家共識寫道：「《奇幻魔法屋》環境和文化視角對迪士尼來說是全新的，但最終的結果是一樣的——為整個家庭帶來迷人、精美的動畫樂趣。」，在該網站排名2021年度第三高評價的動畫電影。在Metacritic上，電影根據41條評論，獲得75分（滿分100分）。在首映周末，據CinemaScore調查，觀眾的平均評價於A+至F間落於「A」，而PostTrak的調查結果則顯示，有88％的觀眾給出正面評價，其中70％的觀眾表示絕對會推薦。。
網際網路電影資料庫評選2021年最佳動畫電影中，《魔法滿屋》排名第3名。漫畫書資源網的馬迪辛•艾斯皮諾札（Madisyn Espinoza）於2022年8月評選「10部成年後會更感傷的迪士尼動畫電影」，《魔法滿屋》因為涉及世代創傷議題，位居該名冊榜首。

### 票房
截至2022年3月11日，《魔法滿屋》在美國和加拿大的總票房為9570萬美元，在其他地區為1.531億美元，全球總票房為2.488億美元。在被《歡樂好聲音2》超越之前，《魔法滿屋》是2021年票房最高的動畫電影。考慮到電影的製作預算和營銷費用，以及影院在收入中的份額，據估計，《魔法滿屋》在全球範圍內至少需要3億美元才能實現收支平衡。然而，這部電影在2021年的聖誕節假期裡走紅了，並在2021年12月24日向Disney+數字發布後取得了更廣泛的商業成功。
| 上一届： 《魔鬼剋星 未來世》 | 2021年美國週末票房冠軍 第48-49週 | 下一届： 《西城故事》 |

## 榮譽
攸關《奇幻魔法屋》的提名與獲獎獎項詳參：List of accolades received by Encanto

## 外部連結
- 互联网电影数据库（IMDb）上《奇幻魔法屋》的资料（英文）
- Box Office Mojo上《奇幻魔法屋》的资料（英文）
- Metacritic上《奇幻魔法屋》的資料（英文）
- 爛番茄上《奇幻魔法屋》的資料（英文）
- AllMovie上《奇幻魔法屋》的资料（英文）
- 開眼電影網上《奇幻魔法屋》的資料（繁體中文）
- 时光网上《奇幻魔法屋》的資料（简体中文）
- 豆瓣电影上《奇幻魔法屋》的資料 （简体中文）